# 約爾根·拉森
約爾根·斯特蘭德·拉森（挪威語：Jørgen Strand Larsen；2000年2月6日—）是挪威的職業足球運動員，司職前鋒，現效力於英超球隊狼队及挪威國家足球隊。

## 俱樂部生涯

### 早期
拉森兒時在哈尔登Kvik足球俱乐部青訓。他也從事過其他球類運動，如網球、冰上曲棍由、高爾夫球。2017-2018年借租至AC米蘭足球俱樂部青年隊，但在那裏並沒有獲得許多出場機會，租借期結束後就返回挪威。2017年拉森效力薩普斯堡一線隊，到2020年出場61次，打進9球，送出9次助攻。

### 格羅寧根
2020年9月1日，拉森和荷甲俱樂部格羅寧根簽了一份4年的合約，並且和荷蘭著名球星，素有荷蘭小飛俠之稱的阿揚·羅本成為隊友。9月13號對陣PSV恩荷芬以首發球員的身分上場，並貢獻一助功完成荷甲首秀，但最後球隊以1:3輸掉比賽。之後的賽季中拉森表現穩定，多次在賽事中打進1顆以上的球。11月份時拉森被選為荷甲最佳陣容成員。
2021年8月15日格羅寧根對陣甘堡爾時，拉森在最後加時中展現倒掛金鉤進球，幫助球隊以2:1戰勝對手。
2022年2月6日在他22歲生日上對陣前進之鷹時，拉森分別在第4分鐘和第69分鐘進球，該隊最後以2:1拿下勝利。拉森在荷甲聯賽中表現相當出色。他在聯賽中出場71次，打進27球，助攻9次。

### 皇家維戈塞爾塔
由於在荷甲聯賽上的優異表現，不少五大聯賽球隊想購入他，但拉森是格羅寧根的核心球員，該球隊的經理不願意出售拉森給其他球隊。最終在2022夏季拉森以1100萬歐元轉會至西甲球隊塞爾塔維戈。成為該俱樂部史上最貴的轉會9月2日。拉森在西甲對陣加的斯的比賽中完成了他的正式首秀，全場貢獻1次助攻，球隊3:0取勝。但之後的比賽中，拉森都沒有取得進球，直到2023年1月13日對陣比利亞雷亞爾，拉森下半場替補上場，在第68分鐘打入一球，最終雙方取得1:1平手，賽後拉森表示：「這幾個月很艱難，雖然我踢得很好，但進球沒有到來。這次比賽中我能進球感到非常高興。」
2023年2月4日賽爾塔對陣皇家貝提斯時，拉森出場僅5分鐘就攻入一球，取得自己在西甲生涯賽季上的第2顆進球。上半場快結束時貢獻一助攻，兩隊取得2:2平手，下半場拉森被換下，賽爾塔最終4:3擊敗對手。拉森在賽事中貢獻1進球1助攻因此入圍西甲第20輪賽季最佳陣容之一。

## 國家隊生涯
拉森在青少年時效力挪威U16、U17、U18、U19、U20、U21青年隊。共打入25顆球。
2020年11月，拉森首次入選國家隊。在歐國聯賽對陣奧地利的比賽中以首發成員的身份出場86分鐘，完成了成人國家隊的處子秀。但在對陣芬蘭的友誼賽中，因身體不適退出比賽。
2023年9月7日，拉森對陣約旦隊的友誼賽中時射入1球，完成國家隊首次進球，之後又貢獻兩助攻，最終挪威隊6:0大勝約旦。

## 個人生活
拉森是英超球隊利物浦的忠實球迷，夢想是到英超比賽。

## 榮譽
挪威 U17
- Syrenka Cup: 2016[14]

### 個人
- 薩普斯堡年度最佳青年球員 : 2017[15]
- 荷甲11月最佳陣容 : 2021[16]
- 格羅寧根年度最佳球員 : 2022年5月

## 其他
拉森時常被媒體拿挪威球星哈蘭德進行比較。兩人年紀相仿，也司職前鋒，且身高均超過190公分。兩人曾經也同時為挪威效力不同層級的青年隊，因此拉森被媒體形容為哈蘭德的靈魂伴侶。

## 外部連結
- .   [21 January 2023]. （原始内容存档于2022-11-13） （英语）.
- 約爾根·拉森的Instagram帳戶
- 約爾根·拉森的X（前Twitter）